# Saint-Rémy (Aveyron)
Saint-Rémy (okzitanisch Sent Remèsi) ist eine französische Gemeinde mit 307 Einwohnern (Stand: 1. Januar 2022) im Département Aveyron in der Region Okzitanien (vor 2016 Midi-Pyrénées). Sie gehört zum Arrondissement Villefranche-de-Rouergue und zum Kanton Villeneuvois et Villefranchois. Die Einwohner werden Saint-Rémois und Saint-Rémoises genannt.

## Geografie
Saint-Rémy liegt etwa 50 Kilometer westnordwestlich von Rodez. Umgeben wird Saint-Rémy von den Nachbargemeinden Villeneuve im Westen und Norden, Maleville im Osten, Villefranche-de-Rouergue im Süden sowie Toulonjac im Südwesten.

## Bevölkerungsentwicklung
| Jahr                       | 1962 | 1968 | 1975 | 1982 | 1990 | 1999 | 2006 | 2019 |
| Einwohner                  | 217  | 176  | 185  | 243  | 296  | 297  | 314  | 306  |
| Quellen: Cassini und INSEE |      |      |      |      |      |      |      |      |

## Sehenswürdigkeiten
- Kirche Saint-Remy, beherbergt eine Glocke von 1761, die seit 1944 als Monument historique der beweglichen Objekte klassifiziert ist
- Burg aus dem 13. Jahrhundert

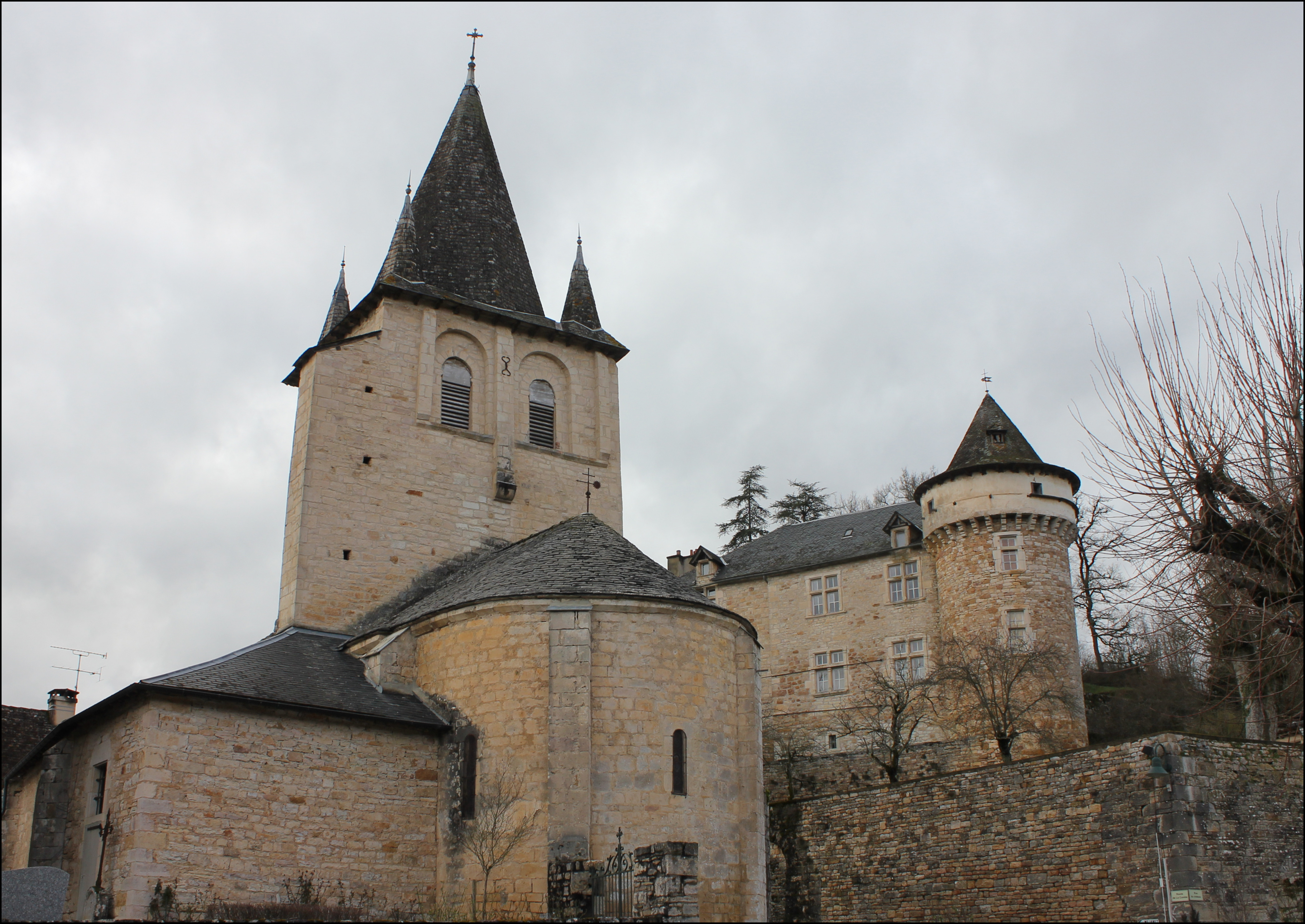
Kirche Saint-Remy
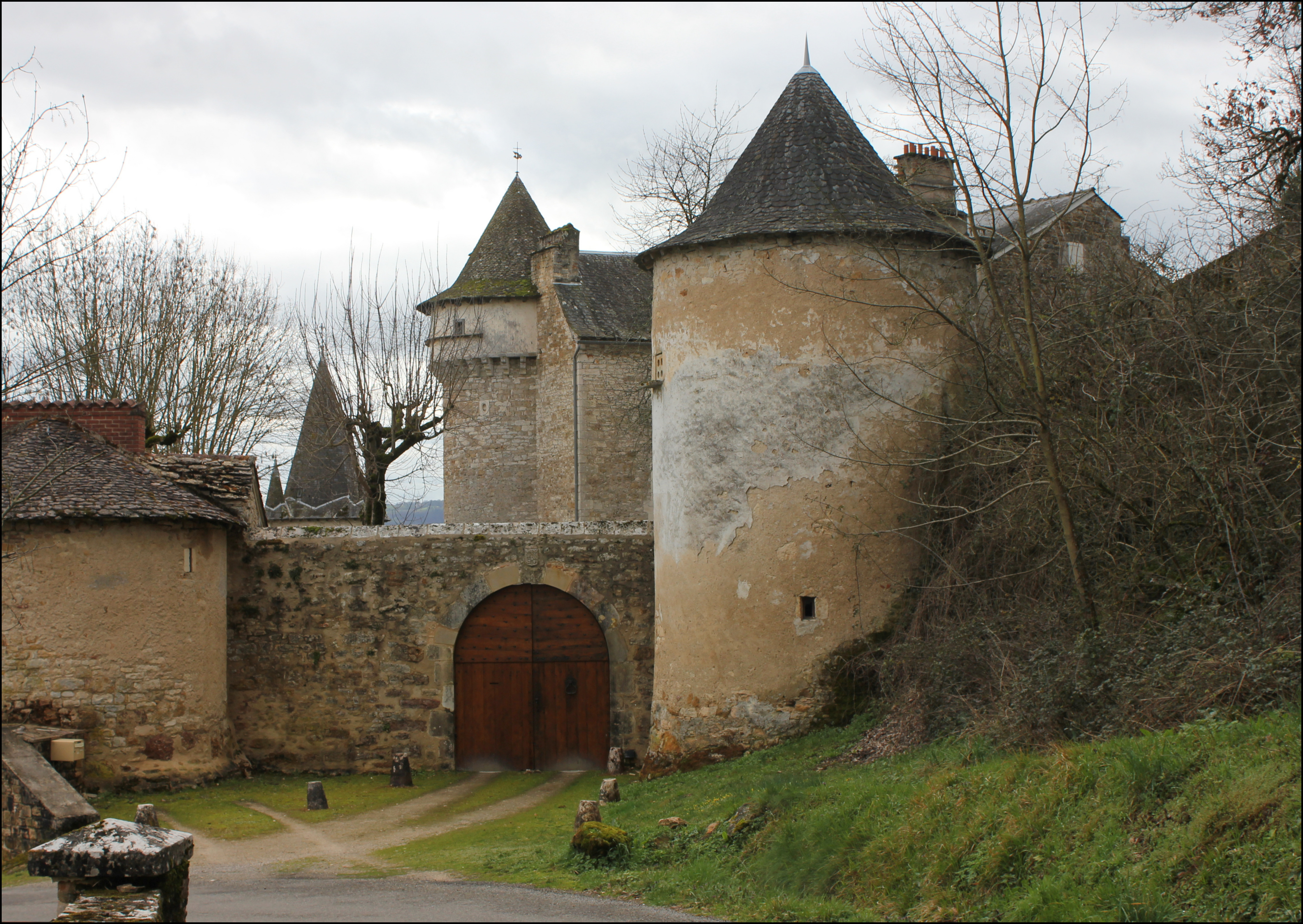
Burg